# Bato, Leyte

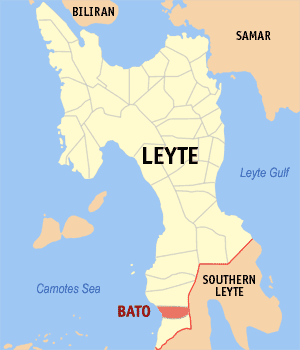
Bản đồ Leyte với vị trí của Bato

Bato là một đô thị hạng 4 ở tỉnh Leyte, Philippines. Theo điều tra dân số năm 2000 của Philipin, đô thị này có dân số 32.974 người trong 6.329 hộ.

## Các đơn vị hành chính
Bato được chia ra 32 barangay.
| - Alegria - Alejos - Amagos - Anahawan - Bago - Bagong Bayan District - Buli - Cebuana - Daan Lungsod - Dawahon - Himamaa | - Dolho - Domagocdoc - Guerrero District - Iniguihan District - Katipunan - Liberty (Binaliw) - Mabini - Naga - Osmeña - Plaridel - Kalanggaman District | - Ponong - San Agustin - Santo Niño - Tabunok - Tagaytay - Tinago District - Tugas - Imelda - Marcelo - Rivilla |